# Alfred Milatz
Alfred Milatz (* 2. Januar 1916 in Lübeck; † 1999 in Bonn) war ein deutscher Historiker und Parteienforscher.

## Leben
Milatz studierte nach dem Besuch des Johanneums Lübeck Geschichte, Geographie, Germanistik und Theologie an den Universitäten Halle, Greifswald und Berlin. Bereits 1940 wurde er promoviert, die Arbeit erschien allem Anschein nach aber erst nach dem Zweiten Weltkrieg. 1933 trat Milatz der Hitlerjugend bei, wo er zum HJ-Führer aufstieg. Am 11. August 1937 beantragte er die Aufnahme in die NSDAP und wurde rückwirkend zum 1. Mai desselben Jahres aufgenommen (Mitgliedsnummer 5.783.086). Ab 1940 arbeitete er als freier Lektor, vor allem im Jugendbuchbereich, für verschiedene Verlage, etwa Loewes Verlag Ferdinand Carl und die Union Deutsche Verlagsgesellschaft. Parallel war er auch in der Schrifttumsstelle der Reichsjugendführung tätig. Nachdem er bis Januar 1942 als Sanitätsgefreiter in der Wehrmacht gedient hatte, erfolgte seine UK-Stellung und anschließende Verwendung als Referent im Sonderdezernat „Politische Raumgestaltung“ des Reichsministeriums für die besetzten Ostgebiete und Lektor im Hauptamt Schrifttumspflege im Amt Rosenberg (DBFU). Ab November desselben Jahres erfolgte erneut die Einberufung zur Wehrmacht.
Nach dem Krieg arbeitete Milatz von 1948 bis 1951 als Referent am Niedersächsischen Amt für Landesplanung und Statistik. Anschließend war er maßgeblich an der Gründung der Kommission für Geschichte des Parlamentarismus und der politischen Parteien beteiligt und von 1952 bis 1980 deren Generalsekretär. Sein Nachfolger war Martin Schumacher.
Milatz war Mitherausgeber der Zeitschrift Neue Politische Literatur. Von 1969 bis 1978 war er Mitglied im Beirat der Friedrich-Naumann-Stiftung.

## Veröffentlichungen (Auswahl)
- (Hrsg.) Weimar als Erfahrung und Argument. Ansprachen und Referate anlässlich der Feier des 25jährigen Bestehens der Kommission für Geschichte des Parlamentarismus und der Politischen Parteien. Kommission für Geschichte des Parlamentarismus und der Politischen Parteien, Bonn-Bad Godesberg 1977.
- (Hrsg.) Otto von Bismarck: Werke in Auswahl. Bände 5–7, Wissenschaftliche Buchgesellschaft, Darmstadt 1973–1981.
- (Hrsg.) Friedrich von Raumer: Geschichte der Hohenstaufen und ihrer Zeit. Wissenschaftliche Buchgesellschaft, Darmstadt 1969.
- (Hrsg.) Theodor Heuss: Friedrich Naumann. Der Mann, das Werk, die Zeit. Siebenstern-Taschenbuch-Verlag, München, Hamburg 1968.
- Wähler und Wahlen in der Weimarer Republik. Bundeszentrale für politische Bildung, Bonn 1965.
- Friedrich-Naumann-Bibliographie. Droste, Düsseldorf 1957.
- Verzeichnis abgeschlossener und begonnener Hochschularbeiten zur deutschen Parlaments- und Parteiengeschichte (1945–1953). Kommission für Geschichte des Parlamentarismus und der Politischen Parteien, Bonn 1953.
- Der Friede von Brest-Litowsk und die deutschen Parteien. Lübeck 1949 (zugl. phil. Diss., Univ. Hamburg, 1949).
- Bekenntnis zu Preußen. Leben und Werk des Generals von Clausewitz. Union, Stuttgart 1942.